# Lista țărilor după puterea nucleară

Centrala Nucleară Cattenom din Franța. Franța își asigură 80% din necesarul de energie prin energia nucleară.

Puterea nucleară a unui stat este capacitatea instalată de a genera energie prin utilizarea fisiunii atomilor. Fisiunea nucleară apare atunci când un material fisionabil, cum ar fi uraniu-235 (un izotop al uraniului), este adunat în cantitate suficientă și este adus în condiții în care poate fisiona. Acest proces generează o reacție nucleară în lanț, care eliberează o mare cantitate de căldură, fierbând apă și producând abur care pune în funcțiune o turbină cu abur. 
Deoarece instalațiile nucleare au puteri mari, deșeurile produse și riscurile folosirii unui reactor nuclear fac ca energia nucleară să fie o alegere controversată. Statele au atitudini diferite în ceea ce privește energia nucleară; unele, cum ar fi Franța, își asigură cea mai mare cantitate de electricitate cu ajutorul centralelor nucleare, în timp ce altele, cum ar fi Italia, și-au închis, sau urmează să-și închidă, toate unitățile care folosesc energia nucleară.
În afară de statele de mai jos, alte câteva state, cum ar fi Australia, fac cercetări în vederea construirii unui reactor nuclear, însă nu există planuri concrete pentru folosirea energiei nucleare; mai jos sunt înregistrate numai reactorii nucleari comerciali înregistrați la Agenția Internațională pentru Energie Atomică (AIEA). Statele sunt listate în funcție de numărul de reactori nucleari. Regiunile scrise cu italice au fost adăugate pentru comparație.

Statele colorate în verde închis au centrale și construiesc unele noi, cele în verde deschis construiesc prima centrală, cele în galben închis au planuri de a construi centrale nucleare noi, cele în galben deschis au planuri de a-și construi prima centrală, cele în albastru au centrale dar nu au planuri de a construi altele noi, cele în albastru deschis au planuri de închidere a centralelor existente iar cele în roșu și le-au închis.

| Stat                       | Număr de reactori | Puterea produsă în MW | Programul nuclear                                                                          | În construcție | Planuri de construcție | Propuse |
| -------------------------- | ----------------- | --------------------- | ------------------------------------------------------------------------------------------ | -------------- | ---------------------- | ------- |
| Lumea                      | 439               | 370721                |                                                                                            | 28             | 62                     | 162     |
| UE                         | 147               | 130267                |                                                                                            | 2              |                        | 7       |
| Statele Unite ale Americii | 104               | 99209                 |                                                                                            | 1              |                        | 24      |
| Franța                     | 59                | 63363                 |                                                                                            | 1              |                        | 1       |
| Japonia                    | 55                | 47593                 |                                                                                            | 1              | 1                      |         |
| Rusia                      | 31                | 21743                 |                                                                                            | 4              | 1                      | 8       |
| Regatul Unit               | 23                | 11852                 | Guvernul britanic a anunțat o creștere a numărului de reactori, însă Scoția este împotrivă | 2              |                        |         |
| Canada                     | 18                | 12599                 |                                                                                            |                | 2                      |         |
| Germania                   | 17                | 20339                 | Se pune problema închiderii                                                                |                |                        |         |
| India                      | 16                | 3557                  |                                                                                            | 7              | 4                      | 20      |
| Ucraina                    | 15                | 13107                 |                                                                                            |                | 2                      |         |
| Suedia                     | 10                | 8910                  | Stabil                                                                                     |                |                        |         |
| Chile                      | 10                | 7572                  |                                                                                            | 5              | 5                      | 19      |
| Spania                     | 8                 | 7446                  | Stabil                                                                                     |                |                        |         |
| Belgia                     | 7                 | 5824                  | Se pune problema închiderii                                                                |                |                        |         |
| Taiwan                     | 6                 | 4884                  |                                                                                            | 2              |                        |         |
| Cehia                      | 6                 | 3368                  |                                                                                            |                |                        | 2       |
| Slovacia                   | 4                 | 1800                  |                                                                                            |                |                        | 2       |
| Elveția                    | 5                 | 3220                  | Stabil                                                                                     |                |                        |         |
| Bulgaria                   | 4                 | 2722                  |                                                                                            |                | 2                      |         |
| Finlanda                   | 4                 | 2676                  |                                                                                            | 1              | 1                      |         |
| Ungaria                    | 4                 | 1755                  | Stabil                                                                                     |                |                        |         |
| Brazilia                   | 2                 | 1901                  |                                                                                            |                | 1                      | 2       |
| Africa de Sud              | 2                 | 1842                  |                                                                                            |                | 1                      | 24      |
| România                    | 3                 | 1955                  |                                                                                            |                | 2                      |         |
| Mexic                      | 2                 | 1310                  |                                                                                            |                |                        | 2       |
| Argentina                  | 2                 | 935                   |                                                                                            | 1              |                        |         |
| Pakistan                   | 2                 | 425                   |                                                                                            | 1              |                        | 2       |
| Lituania                   | 1                 | 1185                  |                                                                                            |                |                        | 1       |
| Slovenia                   | 1                 | 656                   | Stabil                                                                                     |                |                        |         |
| Țările de Jos              | 1                 | 449                   | Stabil                                                                                     |                |                        |         |
| Armenia                    | 1                 | 376                   |                                                                                            |                |                        | 1       |
| Iran                       | 0                 | 0                     |                                                                                            | 1              | 2                      | 3       |
| Coreea de Nord             | 0                 | 0                     |                                                                                            | 4              |                        | [ 9 ]   |
| Turcia                     | 0                 | 0                     |                                                                                            |                | 3                      |         |
| Indonezia                  | 0                 | 0                     |                                                                                            |                |                        | 4       |
| Vietnam                    | 0                 | 0                     |                                                                                            |                |                        | 2       |
| Egipt                      | 0                 | 0                     |                                                                                            |                |                        | 1       |
| Israel                     | 0                 | 0                     |                                                                                            |                |                        | 1       |
| Iordania                   | 0                 | 0                     |                                                                                            |                | 1                      |         |
| Libia                      |                   |                       |                                                                                            |                |                        |         |
| Polonia                    | 0                 | 0                     |                                                                                            |                |                        | 1       |